# Allotelphusa
Allotelphusa là một chi bướm đêm thuộc họ Gelechiidae.